# Ahmet Ahmedani
Ahmet Ahmedani (* 15. Januar 1949) ist ein ehemaliger albanischer
Fußballtorhüter.

## Karriere

### Verein
Ahmedani spielte während seiner gesamten Laufbahn von 1972 bis 1977 für den albanischen Verein FK Dinamo Tirana. Mit dem Klub gewann er in den Jahren 1973, 1975, 1976 und 1977 die albanische Meisterschaft.

### Nationalmannschaft
Am 13. November 1976 absolvierte Ahmedani sein einziges Länderspiel für die albanische Nationalmannschaft bei einem Freundschaftsspiel gegen Algerien, das einzige Länderspiel Albaniens im Zeitraum von 1974 bis 1979.